# Marion Aubrée
Pour les articles homonymes, voir Aubrée.
Marion Aubrée est une anthropologue française, enseignante, chercheuse et autrice de publications internationales relatives aux sociétés contemporaines.

## Biographie
Après des études de droit, Marion Aubrée fait des séjours linguistiques en Italie, en Espagne et en Angleterre. De retour à Paris, elle travaille comme attachée de direction chez Cointreau, en tant que chargée de la défense de la marque. Dans le même temps, elle entreprend des études en Littérature et Civilisation Hispanique (Nanterre-Paris X puis Censier-Paris III). Son sujet de maîtrise, qu'elle développe à la suite d'un séjour au Chili puis en Argentine, porte sur « La vision de l'indien dans la littérature argentine du XIXe siècle » . Elle s'inscrit également en maîtrise d'ethnologie à Jussieu-Paris VII où professaient, à l'époque, entre autres, 
Louis Dumont, Michel de Certeau, Jean Arlaud et Robert Jaulin. À l'École des Hautes Études en Sciences Sociales (EHESS), elle devient assistante de recherche auprès Pr. George Devereux, savant ethnologue et psychanalyste. À la suite de voyages au Brésil, elle y observe l'importance de l'élément religieux dans la structuration des identités et décide de travailler dans ce domaine. En 1985, Marion Aubrée obtient son doctorat en ethnologie, anthropologie et sciences des religions et intègre, en tant que chercheuse, le tout nouveau Centre de Recherche sur le Brésil Contemporain (CRBC/EHESS). Après plusieurs séjours de recherche et d'enseignement au Brésil et au Mexique, elle est acceptée au Centre d'Études Interdisciplinaires des Faits Religieux (CEIFR/EHESS), comme chercheuse associée en 1998. Entre 1985 et 1995 elle a, en outre, été enseignante vacataire (Anthropologie des Sociétés latino-américaines) à la Faculté d'Anthropologie et de Sociologie de l'Université LYON-II. Récemment elle a participé au comité scientifique de pilotage pour la composition du Dictionnaire des faits religieux, publié aux Presses universitaires de France en 2010, auquel elle a elle-même contribué à travers quatre notices.
Elle est membre du bureau de l'Association française des anthropologues.

### Livres
- La Table, le Livre et les Esprits - Naissance, évolution et actualité du mouvement social spirite, entre France et Brésil, (en collaboration avec F. Laplantine), Paris, éd. J.C. Lattès, 1990.
- Traduction portugaise : A Mesa, o Livro e os Espiritos - Genese, evolução e atualidade do movimento social espirita, entre França e Brasil, éd. EDUFAL, Maceió, 2009.
- Iemanjá, la sirène aux étoiles, (en collaboration avec la journaliste I. Boudet), Paris, éd. Larousse, coll. Dieux, Mythes et Héros, 2009.

### Sources
Présentation de Marion Aubrée par l’École des Hautes Études en Sciences Sociales, CNRS.